# 沙瓦纳特
沙瓦纳特（法語：Chavanatte，法語發音：[ʃavanat]）是法国勃艮第-弗朗什-孔泰大区贝尔福地区省的一个市镇，属于贝尔福区。

## 地理
沙瓦纳特（47°34'47"N, 7°4'1"E）面积3.86 平方千米，位于法国勃艮第-弗朗什-孔泰大區贝尔福地区省，该省份为法国东北部内陆省份，东临上莱茵省，北起孚日省，西接上索恩省，南与杜省和瑞士接壤。
与沙瓦纳特接壤的市镇（或旧市镇、城区）包括：大沙瓦讷、阿尔特纳克、弗洛里蒙、叙阿尔斯。

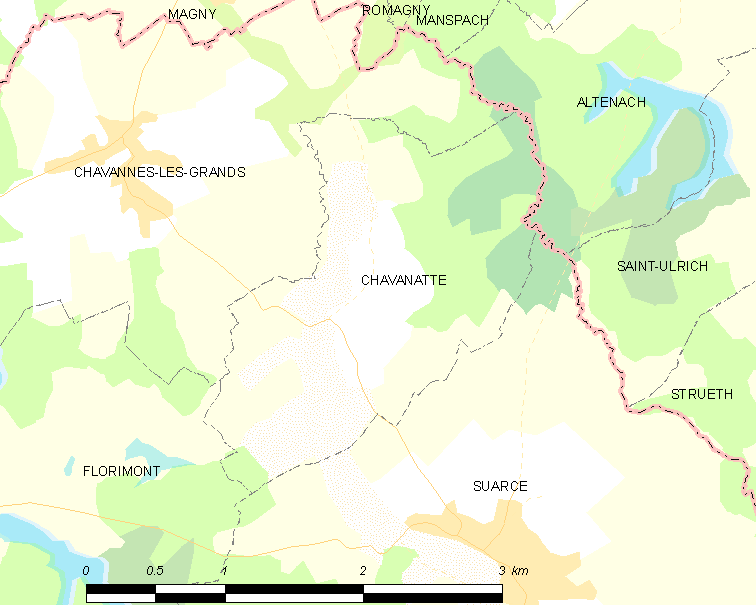
沙瓦纳特的OSM定位图

沙瓦纳特的时区为UTC+01:00、UTC+02:00（夏令时）。

## 行政
沙瓦纳特的邮政编码为90100，INSEE市镇编码为90024。

## 政治
沙瓦纳特所属的省级选区为格朗维拉尔县。

## 人口

1962-2008年间沙瓦纳特人口变化图示

沙瓦纳特于2022年1月1日时的人口数量为132人。